# Resolutie 1433 Veiligheidsraad Verenigde Naties
Resolutie 1433 van de Veiligheidsraad van de Verenigde Naties werd unaniem door de VN-Veiligheidsraad aangenomen op 15 augustus 2002. De resolutie richtte de UNMA-missie op in Angola.

## Achtergrond
Nadat Angola in 1975 onafhankelijk was geworden van Portugal, keerden de verschillende onafhankelijkheidsbewegingen zich tegen elkaar om te wedijveren over de macht. Onder meer Zuid-Afrika en Cuba bemoeiden zich met de burgeroorlog totdat onderhandelingen tot een akkoord leidden en ze zich in 1988 terugtrokken. Een akkoord in 1991 voorzag in verkiezingen. Toen de UNITA-rebellenbeweging die verloor, greep ze opnieuw naar de wapens. Een nieuw akkoord in 1994 leidde niet tot vrede. UNITA werd internationaal geconfronteerd met een embargo en steeds verder in het nauw gedreven door het regeringsleger. In 2002 werd ze door dat leger onthoofd, waarna ze zichzelf tot een politieke partij omvormde en demobiliseerde.

## Inhoud

### Waarnemingen
Op 4 april waren Angola en UNITA opnieuw tot een akkoord gekomen. De voorzitter van de Raad had al op 28 maart laten weten bereid te zijn het mandaat van het VN-Kantoor in Angola (UNOA) aan te passen gezien de ontwikkelingen in Angola.

### Handelingen
De Veiligheidsraad autoriseerde de oprichting van de VN-Missie in Angola of UNMA voor een periode van zes maanden, tot 15 februari 2003. De missie stond onder leiding van de Speciale Vertegenwoordiger van secretaris-generaal Kofi Annan, en kreeg als opdracht:
A. De partijen helpen met het uitvoeren van het Lusaka-Protocol door:
1. De Gezamenlijke Commissie voor te zitten,
2. De afwerking van de onder het protocol nog uit te voeren taken leiden.

B. De overheid van Angola bijstaan met:
1. De mensenrechten beschermen en promoten, de uitbouw van instellingen en ordehandhaving,
2. Technisch advies en steun aan ontmijningsacties,
3. De coördinatie van hulpverlening aan kwetsbare groepen,
4. De herintegratie van gedemobiliseerde soldaten,
5. Het economisch herstel,
6. De inzet van middelen van de internationale gemeenschap,
7. Technisch advies in verband met de voorbereiding van verkiezingen.

Ten slotte werd de secretaris-generaal gevraagd na drie maanden een tussenrapport in te dienen over het werk van de UNMA.

## Verwante resoluties
- Resolutie 1412 Veiligheidsraad Verenigde Naties
- Resolutie 1432 Veiligheidsraad Verenigde Naties
- Resolutie 1439 Veiligheidsraad Verenigde Naties
- Resolutie 1448 Veiligheidsraad Verenigde Naties

Lijst ·  1387 ·  1388 ·  1389 ·  1390 ·  1391 ·  1392 ·  1393 ·  1394 ·  1395 ·  1396 ·  1397 ·  1398 ·  1399 ·  1400 ·  1401 ·  1402 ·  1403 ·  1404 ·  1405 ·  1406 ·  1407 ·  1408 ·  1409 ·  1410 ·  1411 ·  1412 ·  1413 ·  1414 ·  1415 ·  1416 ·  1417 ·  1418 ·  1419 ·  1420 ·  1421 ·  1422 ·  1423 ·  1424 ·  1425 ·  1426 ·  1427 ·  1428 ·  1429 ·  1430 ·  1431 ·  1432 ·  1433 ·  1434 ·  1435 ·  1436 ·  1437 ·  1438 ·  1439 ·  1440 ·  1441 ·  1442 ·  1443 ·  1444 ·  1445 ·  1446 ·  1447 ·  1448 ·  1449 ·  1450 ·  1451 ·  1452 ·  1453 ·  1454